# Áno Pediná
Áno Pediná (Ano Pedina) är en ort i Grekland.   Den ligger i prefekturen Nomós Ioannínon och regionen Epirus, i den nordvästra delen av landet, 300 km nordväst om huvudstaden Aten. Áno Pediná ligger 1 049 meter över havet och antalet invånare är 144.
Terrängen runt Áno Pediná är kuperad åt sydväst, men åt nordost är den bergig. Runt Áno Pediná är det mycket glesbefolkat, med 3 invånare per kvadratkilometer. Närmaste större samhälle är Kónitsa, 19,3 km norr om Áno Pediná. Trakten runt Áno Pediná består till största delen av jordbruksmark.